# Джерело № 1 (Кваси)
Джерело № 1 — гідрологічна пам'ятка природи місцевого значення. Об'єкт розташований на території Рахівського району Закарпатської області в селі Кваси.
Площа — 0,5 га, статус отриманий у 1984 році.